# Acragas longimanus
Acragas longimanus é uma espécie de aranha saltadora do gênero Acragas. Foi descrito pela primeira vez em 1900 por Eugène Simon. Essas aranhas são encontradas no Brasil.